# Björn Samuelson (vänsterpartist)
Björn Samuelson, folkbokförd Björn Mikael Samuelsson, född 5 december 1951 i Arvika, Värmlands län, är en svensk lärare och vänsterpartistisk politiker.
Han är son till verkmästare Kjell Samuelson och Ann-Marie, ogift Magnusson. Han har gymnasiekompetens i maskinteknik och avlade examen från Lärarhögskolan i Stockholm 1981. Mellan 1982 och 1996 var han riksdagsledamot för Värmlands läns valkrets. Han var ledamot av utbildningsutskottet och har varit ordförande i Svenska Barnboksinstitutet.
Samuelson tillträdde 1994 som gruppledare för Vänsterpartiet i riksdagen (efter Bertil Måbrink, som inte ställde upp till omval 1994). Sommaren 1996 framkom uppgifter om att han i mars samma år skulle ha utsatt en kvinnlig partikamrat för trakasserier medan han var berusad, varpå kvinnan flydde Samuelsons lägenhet och sökte upp partisekreterare Lars Ohly. Samuelson var sjukskriven från juni till september 1996, men avgick kort efter att han åtalades. Han dömdes i slutet av oktober samma år till villkorlig dom och 120 dagsböter för misshandel, olaga hot, olaga tvång, ofredande, sexuellt ofredande och egenmäktigt förfarande. Han har sedan dess mottagit riksdagspension, vilket gör honom till den före detta ledamot som haft ersättningen längst tid.  Samuelson efterföljdes av Lars Bäckström som gruppledare.
Han har varit gift med författaren Eva Thorstensson Landin (född 1954).